# Memphis Minnie
Lizzie Douglas (Nueva Orleans, 3 de junio de 1897 - Memphis, 6 de agosto de 1973), conocida como Memphis Minnie, es una de las artistas de blues más influyentes, que se desempeñó como cantante y guitarrista. 

## Biografía
Nació en Algerie, Nueva Orleans, Luisiana (Estados Unidos), en una granja, el 3 de junio de 1897. Era la mayor de una familia de 13 hermanos. De pequeña trabajaba cantando en las calles de Memphis para recibir algo de dinero. Ahí adoptó el nombre de Kid Douglas.
Entre 1916 y 1920 recorrió el sur de Estados Unidos junto con un circo. En la década del veinte se casó con el músico Casey Bill Weldon, pero la relación no duró mucho. En 1929 conoce al guitarrista Joe McCoy y se casa con él. Formaron un dúo que duró cinco años y tuvo considerable repercusión en el mundo de la música.
Más tarde se casaría con Ernest Lawlard.
Entre los años 40 y comienzo de los 50 su prestigio creció poco a poco. No sólo cantaba sino que tocaba la guitarra muy bien con gran dominio del escenario. Realizó giras por todo el país con grandes músicos como Big Bill Broonzy.
En 1961 muere su tercer esposo de un problema de apoplejía. Al poco tiempo, ella sufre de un problema similar que le generó problemas para hablar. A fines de los 60 no podía hablar ni tocar la guitarra. 
Muere el 6 de agosto de 1973, tras pasar sus últimos días en clínicas y asilos.
- Datos: Q464728
- Multimedia: Memphis Minnie / Q464728